# D977 (Nièvre)
De D977 is een departementale weg in het Franse departement Nièvre. De weg loopt van Nevers naar Clamecy.

## Geschiedenis
Oorspronkelijk was de D977 onderdeel van de N77. In 1973 werd de weg overgedragen aan het departement Nièvre, omdat de weg geen belang meer had voor het doorgaande verkeer. De weg is toen omgenummerd tot D977.